# Petroglyph Games
 (mars 2020).
Si vous disposez d'ouvrages ou d'articles de référence ou si vous connaissez des sites web de qualité traitant du thème abordé ici, merci de compléter l'article en donnant les références utiles à sa vérifiabilité et en les liant à la section « Notes et références ».
Petroglyph Games est un studio américain de développement de jeux vidéo. Il a été créé à la suite de la dissolution de Westwood Studios, et regroupe une grande majorité des anciens employés de ce dernier, ainsi que des gens ayant travaillé sur des jeux tels que Command and Conquer, Civilization 3, Dune II : La Bataille d'Arrakis, Earth and Beyond, Eye of the Beholder ou encore The Legend of Kyrandia.

## Jeux développés
- Star Wars: Empire at War (2006)
  - Star Wars: Empire at War - Forces of Corruption (2006)
- Universe at War: Earth Assault (2007)
- Panzer General: Allied Assault (en) (2009)
- Panzer General: Russian Assault (2010)
- Guardians of Graxia (2010)
- Heroes of Graxia (2010)
- Mytheon (en) (2010)
- Rise of Immortals (2011)
- Battle for Graxia (en) (2012)
- Coin a Phrase (2013)
- 8-Bit Armies (2016)
- 8-Bit Hordes (2016)
- Victory (annulé)
- Grey Goo (2015)
- Forged Battalion (2018 - accès anticipé)
- Conan Unconquered (2019)
- Command & Conquer Remastered Collection (2020)
- The Great War: Western Front (2023)

## Jeu annulé
- Victory (campagne Kickstarter annulée)